# Patera (naczynie stołowe)

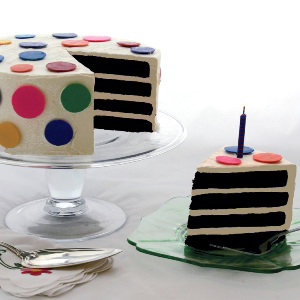
Szklana patera z tortem

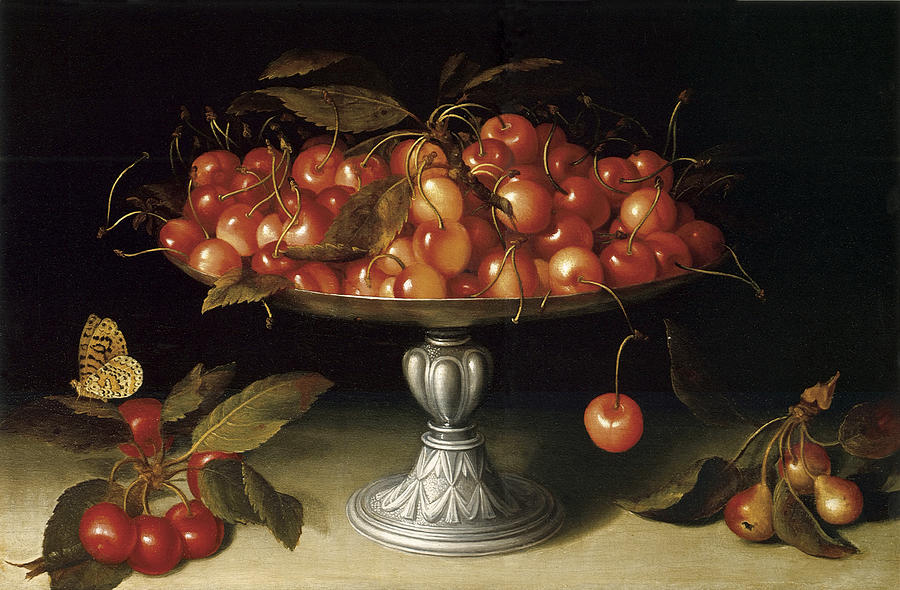
Srebrna patera z wiśniami (obraz Fede Galizii)

Patera – naczynie stołowe, często ozdobne, służące do podawania ciast i tortów bądź owoców. Ma formę talerza umieszczonego na nóżce lub innej podstawce. Patera może być wykonana w całości ze szkła, ceramiki lub metalu, niekiedy zaś szklany lub ceramiczny talerz jest umieszczony na metalowej podstawie. 
Talerze pater do tortów są płaskie dla wygodnego pokrojenia i łatwiejszego nakładania ich zawartości, natomiast służące do podawania owoców są mniej lub bardziej wgłębione. 